# Volvo XC40
Le Volvo XC40 est le premier SUV compact premium du constructeur automobile suédois Volvo Cars. Il est élu « voiture européenne de l'année 2018 ».

## Présentation
Présenté le 21 septembre 2017 à Milan pour une commercialisation en mars 2018, le XC40 est le plus petit SUV de la gamme Volvo. Il rejoint dans la gamme les secondes générations de XC60 (2017) et XC90 (2015).
Le XC40 bénéficie d'une garde au sol de 21 cm, l'une des plus importantes du marché[réf. souhaitée] mais aussi l'un des poids les plus élevés avec 1 733 kg.
Le 16 octobre 2019, le constructeur suédois présente la version électrique du XC40 baptisée XC40 Recharge.

Les modèles sont fabriqués à Gand et pour le marché chinois à Luqiao, usine de Geely, propriétaire de Volvo Cars. Pour l'Asie du Sud-Est, ils sont assemblés en « nécessaire en pièces détachées » à Kuala Lumpur.

Volvo XC40 phase 1
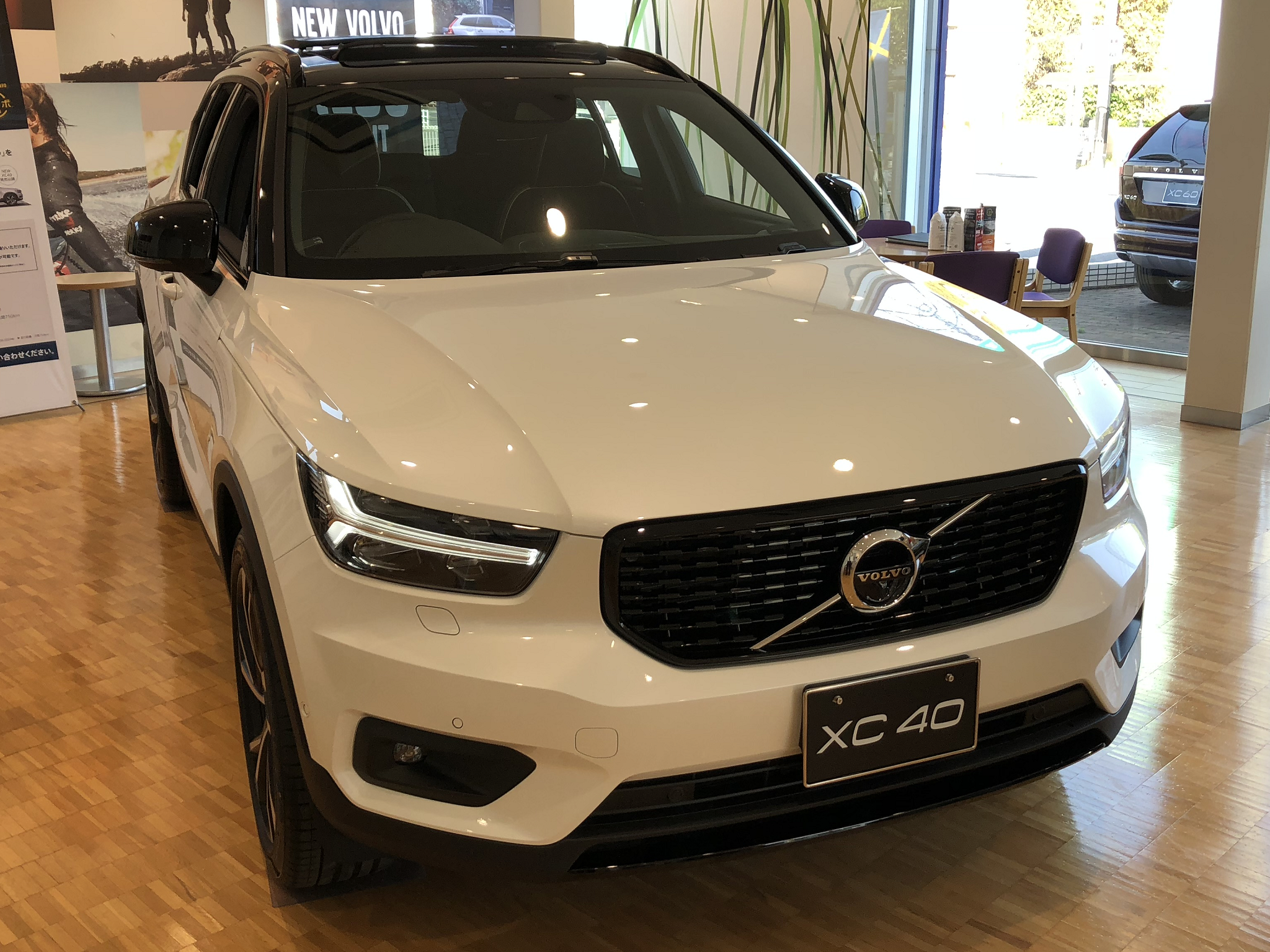
Vue de l'avant (finition R-Design)
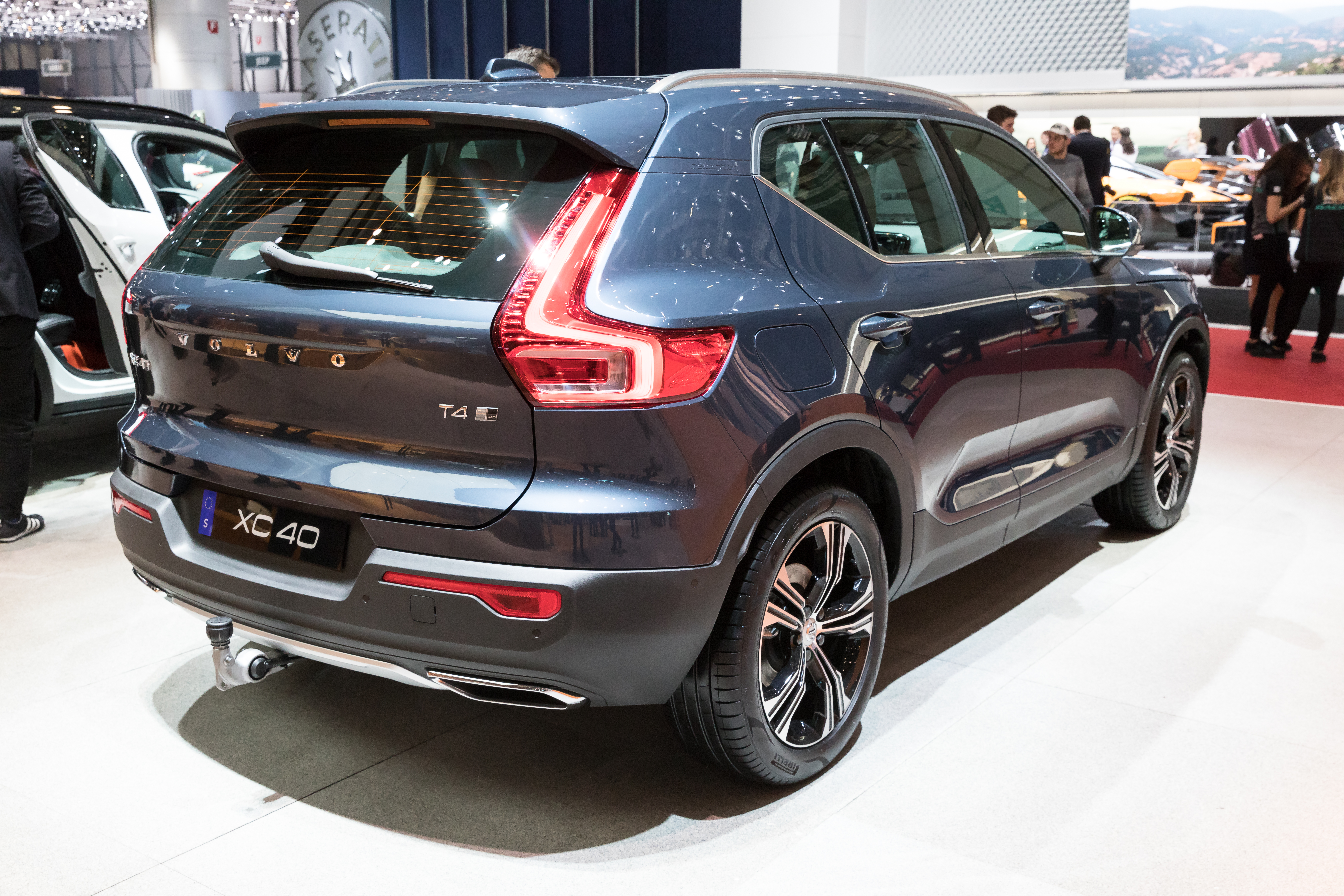
Vue de l'arrière
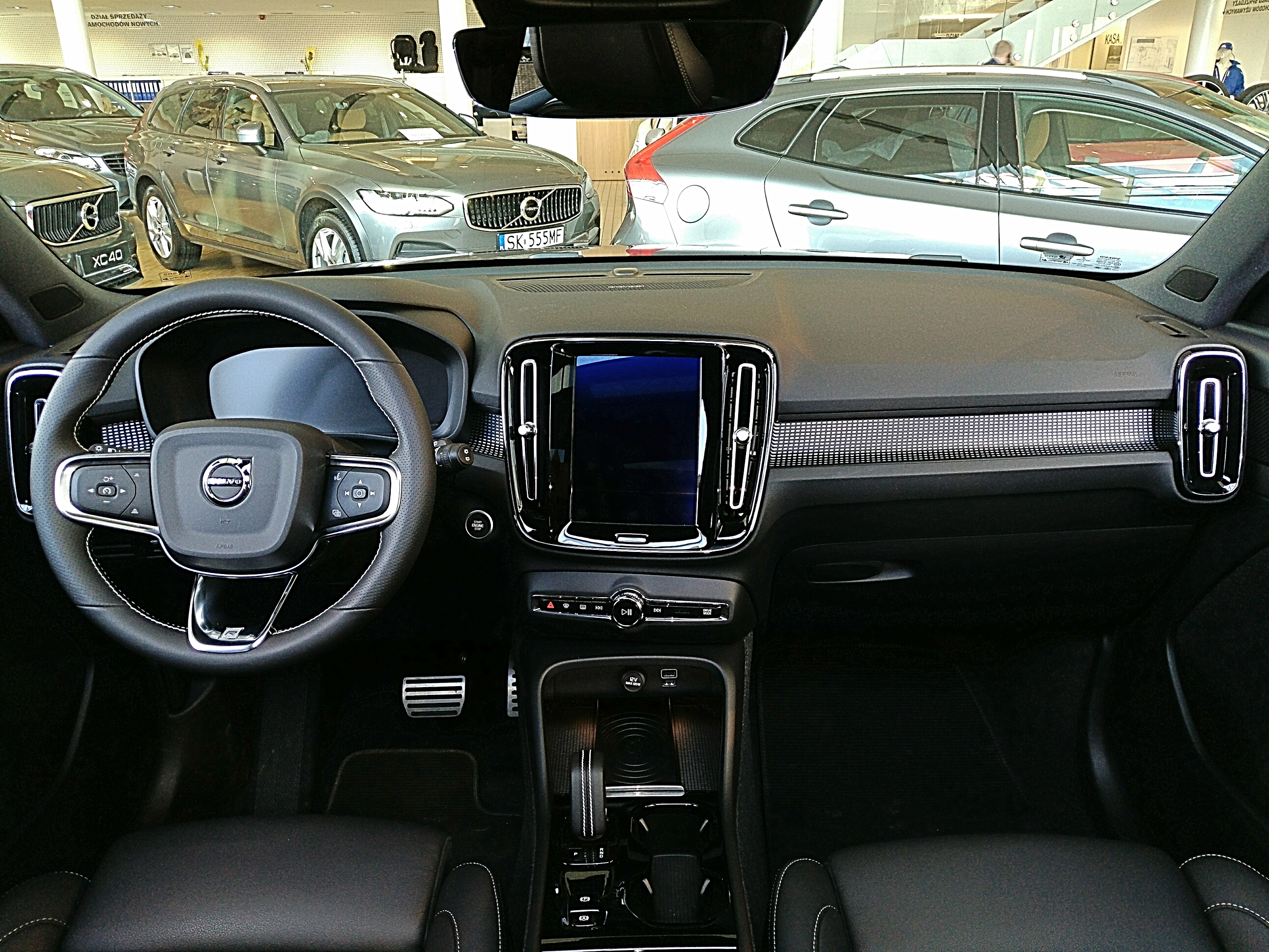
Planche de bord
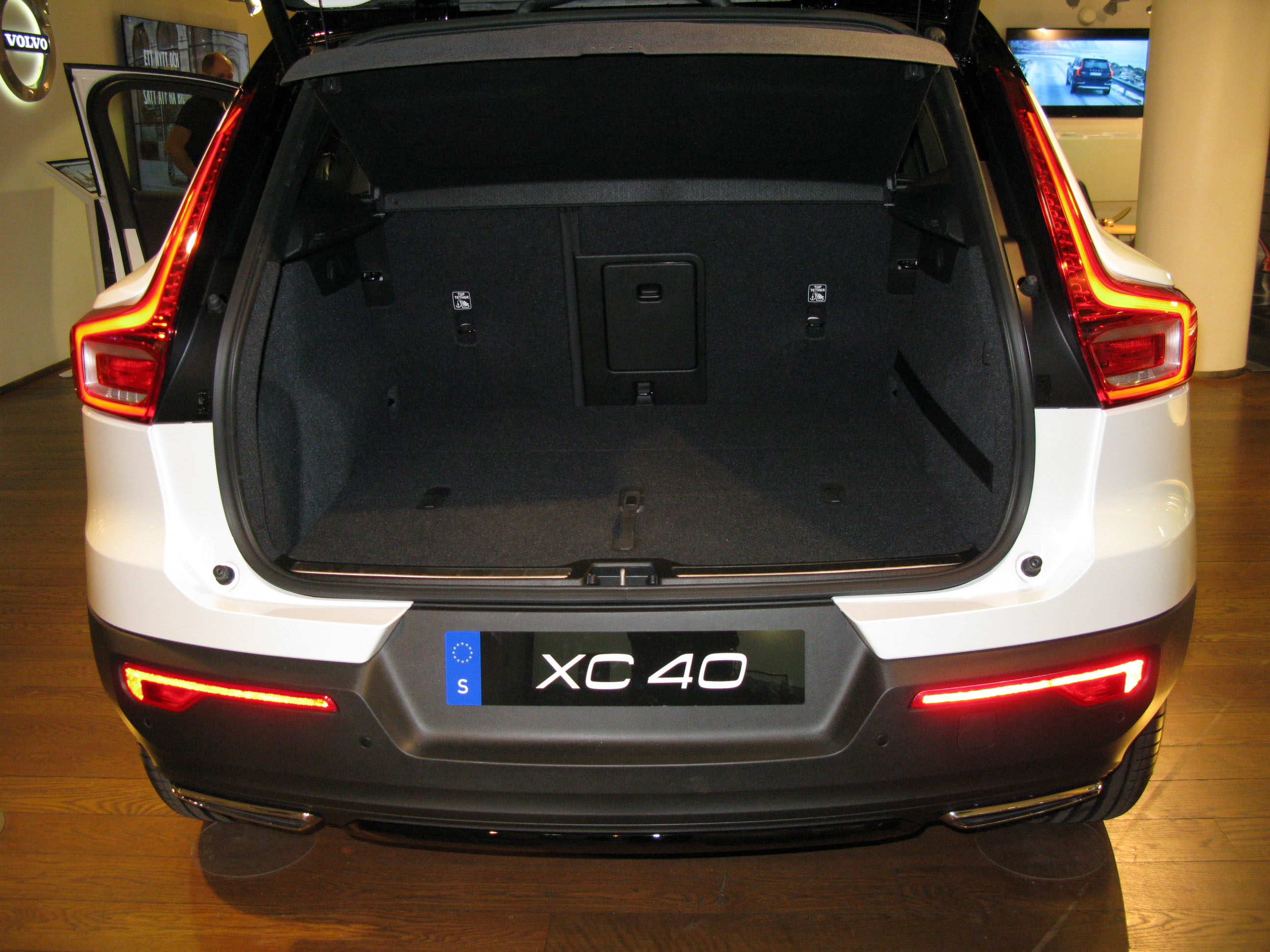
Coffre

## Caractéristiques techniques
Le petit SUV de Volvo partage sa plateforme technique CMA (Compact Modular Architecture) avec le SUV « 01 » du constructeur chinois Lynk & Co dont Geely, propriétaire de Volvo, est monté au capital de l'entreprise.

### Motorisations
Le XC40 reçoit lors de sa commercialisation deux 4 cylindres, 1 essence et 1 diesel.
- 4-cylindres 2 litres D4 diesel de 190 ch (BVA8, 4x4)
- 4-cylindres 2 litres T5 essence de 247 ch (BVA8, 4x4)

|                                                      | T5 AWD                     | D4 AWD                   |
| ---------------------------------------------------- | -------------------------- | ------------------------ |
| Carburant                                            | Essence                    | Diesel                   |
| Désignation moteur                                   | B4204T14                   | D4204T12                 |
| Moteur                                               | 4-cylindres turbocompressé | 4-cylindres double turbo |
| Cylindrée (cm3)                                      | 1 969                      | 1 969                    |
| Puissance maximale ch (kW)                           | 247 (182)                  | 190 (140)                |
| au régime de (tr/min)                                | 5 500                      | 4 400                    |
| Couple maximal (N m)                                 | 350                        | 400                      |
| au régime de (tr/min)                                | 1 800 à 4 800              | 1 750 à 2 500            |
| Boîte de vitesses                                    | Geartronic 8 rapports      | Geartronic 8 rapports    |
| Transmission                                         | Intégrale AWD              | Intégrale AWD            |
| Vitesse maximale (km/h)                              | 230                        | 210                      |
| 0-100 km/h (s)                                       | 6,5                        | 7,9                      |
| Consommation (en L/100 km) urbain/extra-urbain/mixte | 6,0/8,9/7,1                | 4,6/5,7/5,0              |
| Émissions de CO2 (en g/km)                           | 164                        | 131                      |
| Masse à vide (kg)                                    | 1 684                      | 1 735                    |
| Norme environnementale                               | Euro 6d Temp               | Euro 6d Temp             |

Puis à partir d'avril 2018, de nouvelles motorisations sont implantées avec notamment le nouveau trois cylindres 1.5 turbo-essence T3 156 ch  :
- 3-cylindres 1,5 litre turbo-essence T3 156 ch (BVM6, uniquement 4x2)
- 4-cylindres 2 litres T4 essence de 197 ch (BVM6, 4x2 ou 4x4)
- 4-cylindres 2 litres D3 diesel de 150 ch (BVM6 ou BVA8, 4x2 ou 4x4)

|                                                      | T3                         | T4                         | T4 AWD                     | B4                         | B4 AWD                     | T5 AWD                     | D3                         | D3                         | D3 AWD                     | D4 AWD                   |
| ---------------------------------------------------- | -------------------------- | -------------------------- | -------------------------- | -------------------------- | -------------------------- | -------------------------- | -------------------------- | -------------------------- | -------------------------- | ------------------------ |
| Carburant                                            | Essence                    | Essence                    | Essence                    | Essence                    | Essence                    | Essence                    | Diesel                     | Diesel                     | Diesel                     | Diesel                   |
| Désignation moteur                                   | B3154T                     | B4204T**                   | B4204T**                   | B4204T**                   | B4204T**                   | B4204T14                   | D4204T16                   | D4204T16                   | D4204T16                   | D4204T12                 |
| Moteur                                               | 3-cylindres turbocompressé | 4-cylindres turbocompressé | 4-cylindres turbocompressé | 4-cylindres turbocompressé | 4-cylindres turbocompressé | 4-cylindres turbocompressé | 4-cylindres turbocompressé | 4-cylindres turbocompressé | 4-cylindres turbocompressé | 4-cylindres double-turbo |
| Cylindrée (cm3)                                      | 1 477                      | 1 969                      | 1 969                      | 1 969                      | 1 969                      | 1 969                      | 1 969                      | 1 969                      | 1 969                      | 1 969                    |
| Puissance maximale ch (kW)                           | 156 (115)                  | 190 (140)                  | 190 (140)                  | 197                        | 197                        | 247 (182)                  | 150 (110)                  | 150 (110)                  | 150 (110)                  | 190 (140)                |
| au régime de (tr/min)                                | 5 000                      | 4 700                      | 4 700                      |                            |                            | 5 500                      | 3 750                      | 3 750                      | 3 750                      | 4250                     |
| Couple maximal (N m)                                 | 265                        | 300                        | 300                        |                            |                            | 350                        | 320                        | 320                        | 320                        | 400                      |
| au régime de (tr/min)                                | 1 850 à 3 850              | 1 400 à 4 000              | 1 400 à 4 000              |                            |                            | 1 800 à 4 800              | 1 750 à 3 000              | 1 750 à 3 000              | 1 750 à 3 000              | 1 750 à 2 500            |
| Boîte de vitesses                                    | Manuelle 6 rapports        | Geartronic 8 rapports      | Geartronic 8 rapports      | Geartronic 8 rapports      | Geartronic 8 rapports      | Geartronic 8 rapports      | Manuelle 6 rapports        | Geartronic 8 rapports      | Geartronic 8 rapports      | Geartronic 8 rapports    |
| Transmission                                         | Traction                   | Traction                   | Intégrale AWD              | Traction                   | Intégrale AWD              | Intégrale AWD              | Traction                   | Traction                   | Intégrale AWD              | Intégrale AWD            |
| Vitesse maximale (km/h)                              | 200                        | 210                        | 210                        |                            |                            | 230                        | 200                        | 200                        | 200                        | 210                      |
| 0-100 km/h (s)                                       | 9.4                        | 8.4                        | 8.5                        |                            |                            | 6.5                        | 9.9                        | 10.2                       | 10.4                       | 7.9                      |
| Consommation (en L/100 km) urbain/extra-urbain/mixte | 5.4/7.6/6.2                | 5.6/8.4/6.6                | 5.8/8.8/6.9                |                            |                            | 6.0/8.9/7.1                | 4.4/5.5/4.8                | 4.7/5.4/5.0                | 4.8/6.3/5.4                | 4.6/5.7/5.0              |
| Émissions de CO2 (en g/km)                           | 144                        | 154                        | 161                        |                            |                            | 164                        | 127                        | 131                        | 141                        | 131                      |
| Masse à vide (kg)                                    | 1 568                      | 1 648                      | 1 710                      |                            |                            | 1 684                      | 1 643                      | 1 674                      | 1 734                      | 1 735                    |
| Norme environnementale                               | Euro 6d Temp               | Euro 6d Temp               | Euro 6d Temp               | Euro 6d Temp               | Euro 6d Temp               | Euro 6d Temp               | Euro 6d Temp               | Euro 6d Temp               | Euro 6d Temp               | Euro 6d Temp             |

#### Hybride rechargeable
Le SUV est disponible en version hybride rechargeable nommée XC40 T5 Recharge, avec le nouveau 3 cylindres 1,5 litre turbocompressé associé à un moteur électrique pour une puissance combinée de 200 ch, comme son cousin Lynk & Co 01.
En 2020, propose une version T4 Twin Engine. Elle reprend le même moteur thermique que la version T3, auquel est associé un moteur électrique.
| Architecture                 | 3-cylindres essence                           | 3-cylindres essence                            |          |          |          |          |          |          |
| Admission                    | Turbocompressé                                | Turbocompressé                                 |          |          |          |          |          |          |
| Cylindrée (cm3)              | 1 477                                         | 1 477                                          | 1 477    | 1 477    |          |          |          |          |
| Puissance maximale ch (kW)   | thermique : 129 électrique : 82 cumulée : 211 | thermique : 180 électrique : 82 cumulée : 262  |          |          |          |          |          |          |
| au régime de (tr/min)        |                                               |                                                |          |          |          |          |          |          |
| Couple maximal (N m)         | électrique : 160                              | thermique : 265 électrique : 160 cumulée : 425 |          |          |          |          |          |          |
| au régime de (tr/min)        |                                               | 1 500                                          |          |          |          |          |          |          |
| Boîte de vitesses            | Automatique double embrayage à 7 rapports     | Automatique double embrayage à 7 rapports      |          |          |          |          |          |          |
| Transmission                 | Traction                                      | Traction                                       | Traction | Traction | Traction | Traction | Traction | Traction |
| Capacité batterie (en kWh)   | (lithium-ion LG) 10,7                         | (lithium-ion LG) 10,7                          |          |          |          |          |          |          |
| Vitesse maximale (en km/h)   | 180                                           | 205                                            |          |          |          |          |          |          |
| 0-100 km/h (en s)            | 8,5                                           | 7,3                                            |          |          |          |          |          |          |
| Consommation (en L/100 km)   |                                               | 2,0                                            |          |          |          |          |          |          |
| Émissions de CO2 (en g/km)   |                                               | 41                                             |          |          |          |          |          |          |
| Capacité du réservoir (en L) |                                               |                                                |          |          |          |          |          |          |
| Masse à vide (kg)            |                                               | 1 871                                          |          |          |          |          |          |          |
| Norme environnementale       | Euro 6d                                       | Euro 6d                                        |          |          |          |          |          |          |

#### XC40 Recharge

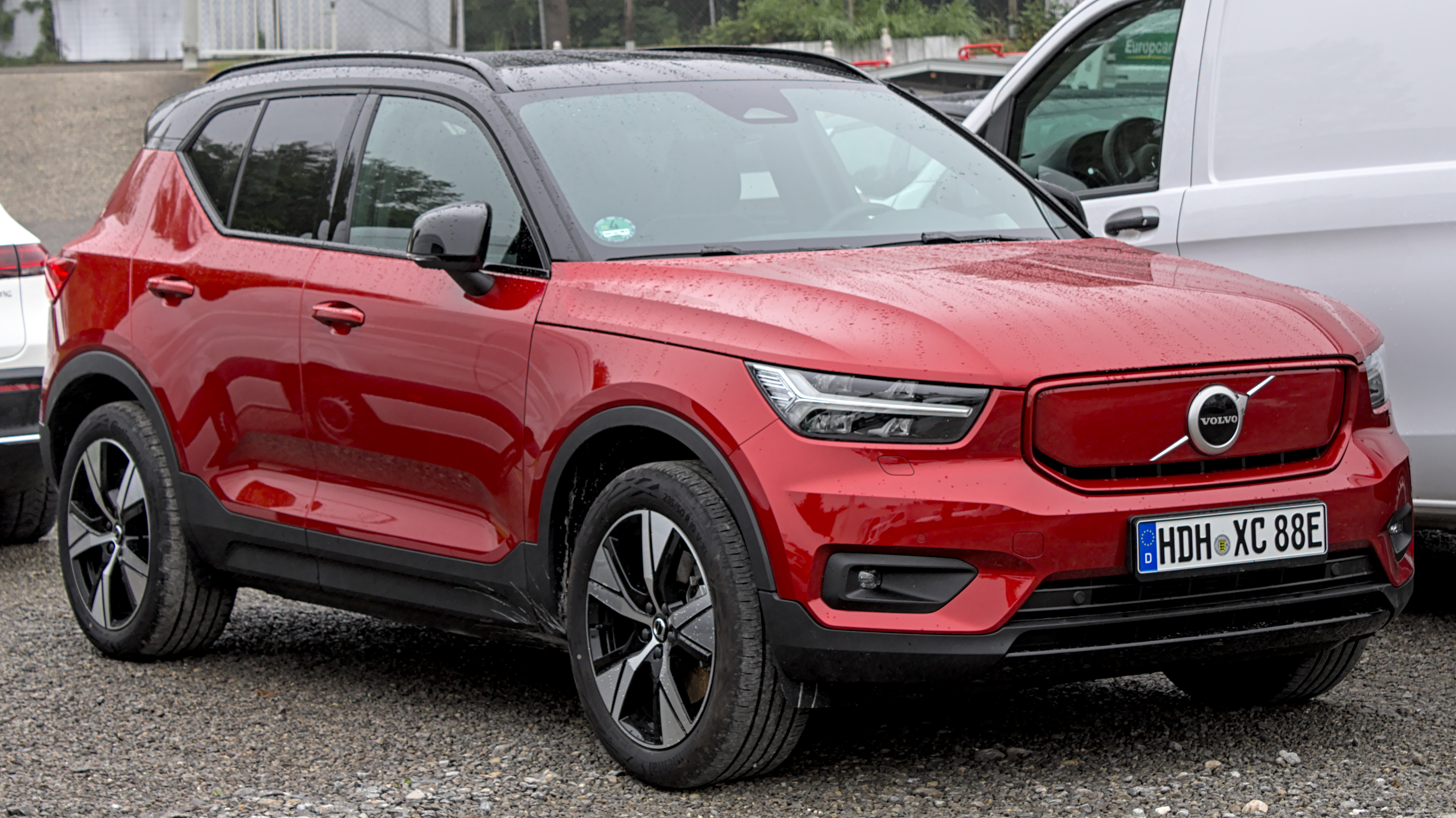
Volvo XC40 Recharge

Le XC40 Recharge est la version électrique du crossover suédois commercialisée à partir de 2020. Il reprend les caractéristiques techniques de sa cousine Polestar 2. On retrouve ainsi deux moteurs électriques placés sur les essieux fournissant une transmission intégrale. Les deux électromoteurs, d'un puissance cumulée de 408 ch, sont alimentés par une batterie lithium-ion d'une capacité de 78 kWh lui autorisant une autonomie de plus de 400 km. Le 21 février 2024, les C40 Recharge et XC40 Recharge sont renommées EX40 et EC40 afin de se distinguer des modèles hybrides rechargeables.
|                                                           | Volvo XC40 électrique          | Volvo XC40 électrique                        |
| XC40 Recharge                                             | XC40 Recharge Twin             |                                              |
| Batterie                                                  | Batterie                       | Batterie                                     |
| --------------------------------------------------------- | ------------------------------ | -------------------------------------------- |
| Capacité batterie brute                                   | 69 kWh                         | 78 kWh                                       |
| Capacité batterie nette                                   | 67 kWh                         | 75 kWh                                       |
| Autonomie WLTP cycle mixte                                | 423 km                         | 418 km                                       |
| Consommation WLTP cycle mixte                             | 18,7 kWh / 100 km              | 23,8 kWh / 100 km                            |
| Technologie de la batterie                                | lithium-ions                   | lithium-ions                                 |
| Moteur                                                    |                                |                                              |
| Puissance moteur                                          | 231 ch                         | 408 ch                                       |
| Couple moteur                                             | 330 Nm                         | 660 Nm                                       |
| Accélération 0 à 100 km/h                                 | 7,4 s                          | 4,9 s                                        |
| Vitesse max                                               | 160 km/h                       | 180 km/h                                     |
| Type de moteur                                            | Synchrone à aimants permanents | Double moteur synchrone à aimants permanents |
| Type de transmission                                      | Traction                       | Intégrale                                    |
| Dimensions                                                |                                |                                              |
| Longueur                                                  | 4 425 mm                       | 4 425 mm                                     |
| Largeur                                                   | 2 034 mm                       | 2 034 mm                                     |
| Hauteur                                                   | 1 652 mm                       | 1 652 mm                                     |
| Poids                                                     | 2 030 kg                       | 2 188 kg                                     |
| Charge utile                                              | 525 kg                         | 537 kg                                       |
| Recharge                                                  |                                |                                              |
| Puissance maximale de charge courant alternatif monophasé | 7,4 kW                         | 7,4 kW                                       |
| Puissance maximale de charge courant alternatif triphasé  | 11 kW                          | 11 kW                                        |
| Puissance maximale de charge courant continu              | 150 kW                         | 150 kW                                       |

## Finitions
Finitions disponibles [Où ?][Quand ?]:
- XC40
- Momentum
- Inscription
- Inscription Luxe
- R-Design

### Série spéciale
Lors de son lancement, la Volvo XC40 reçoit une série spéciale baptisée First Édition, basée sur la finition R-Design à laquelle s'ajoutent le GPS, le système audio Harman Kardon, la caméra 360° ou encore les jantes 20”.

### Kit carrosserie
Volvo propose sur le XC40 un kit carrosserie baptisé « Exterior Styling kit » comprenant :
- des boucliers sportifs ;
- des bas de caisse spécifiques ;
- un nouveau spoiler ;
- des jantes de 21 pouces.

## Récompense

### Car of the year
Après les essais et inspections de toutes les protagonistes au titre de « Car of the year 2018 » sur le Circuit de Mortefontaine, la Volvo XC40 a été élue « Voiture de l'année européenne » en marge du Salon international de l'automobile de Genève 2018 devant les Seat Ibiza V, BMW Série 5 VII et Kia Stinger.

## Concept car
Volvo présente le 18 mai 2016 dans son centre de Design à Göteborg (Suède) un concept car nommé Volvo 40.1 Concept préfigurant la Volvo XC40 de 2017.